# ADCC Submission Fighting World Championships 2017
XII Mistrzostwa Świata ADCC – dwunasta edycja największego turnieju submission fightingu na świecie, która odbyła się w dniach 23-24 września 2017 roku w Espoo, w hali Espoo Metro Areena.

## Wyniki

### Mężczyźni
| Kategoria:  | Złoto:                | Srebro:             | Brąz:                        |
| 66 kg       | Rubens Charles Maciel | AJ Agazarm          | Paulo Miyao                  |
| 77 kg       | Jonathan Torres       | Lucas Lepri         | Vagner Rocha                 |
| 88 kg       | Gordon Ryan           | Keenan Cornelius    | Alexandre Ribeiro            |
| 99 kg       | Yuri Simoes           | Felipe Pena         | Jackson Sousa                |
| ponad 99 kg | Marcus Almeida        | Orlando Sanchez     | Roberto Abreu                |
| Absolutna   | Felipe Pena (99 kg)   | Gordon Ryan (88 kg) | Marcus Almeida (ponad 99 kg) |

### Kobiety
| Kategoria:  | Złoto:           | Srebro:         | Brąz:                     |
| 60 kg       | Beatriz Mesquita | Bianca Basílio  | Michelle Nicolini         |
| ponad 60 kg | Gabrielle Garcia | Talita Nogueira | Jéssica Da Silva Oliveira |

### "Super walki"
- Leonardo Vieira vs  Chael Sonnen  – zwycięstwo Sonnena przez decyzję sędziów
- Renzo Gracie vs  Sanae Kikuta – zwycięstwo Gracie na punkty
- André Galvão vs  Claudio Calasans – zwycięstwo Galvão na punkty (14-0)